# No pasarán, endgame
 (juin 2025).
Si vous disposez d'ouvrages ou d'articles de référence ou si vous connaissez des sites web de qualité traitant du thème abordé ici, merci de compléter l'article en donnant les références utiles à sa vérifiabilité et en les liant à la section « Notes et références ».
 (juin 2025).
La mise en forme du texte ne suit pas les recommandations de Wikipédia : il faut le « wikifier ».
Les points d'amélioration suivants sont les cas les plus fréquents :
- Les titres sont pré-formatés par le logiciel. Ils ne sont ni en capitales, ni en gras.
- Le texte ne doit pas être écrit en capitales (les noms de famille non plus), ni en gras, ni en italique, ni en « petit »…
- Le gras n'est utilisé que pour surligner le titre de l'article dans l'introduction, une seule fois.
- L'italique est rarement utilisé : mots en langue étrangère, titres d'œuvres, noms de bateaux, etc.
- Les citations ne sont pas en italique mais en corps de texte normal. Elles sont entourées par des guillemets français : « et ».
- Les listes à puces sont à éviter, des paragraphes rédigés étant largement préférés. Les tableaux sont à réserver à la présentation de données structurées (résultats, etc.).
- Les appels de note de bas de page (petits chiffres en exposant, introduits par l'outil «  Source ») sont à placer entre la fin de phrase et le point final[comme ça].
- Les liens internes (vers d'autres articles de Wikipédia) sont à choisir avec parcimonie. Créez des liens vers des articles approfondissant le sujet. Les termes génériques sans rapport avec le sujet sont à éviter, ainsi que les répétitions de liens vers un même terme.
- Les liens externes sont à placer uniquement dans une section « Liens externes », à la fin de l'article. Ces liens sont à choisir avec parcimonie suivant les règles définies. Si un lien sert de source à l'article, son insertion dans le texte est à faire par les notes de bas de page.
- La présentation des références doit suivre les conventions bibliographiques. Il est recommandé d'utiliser les modèles {{Ouvrage}}, {{Chapitre}}, {{Article}}, {{Lien web}} et/ou {{Bibliographie}}. Le mode d'édition visuel peut mettre en forme automatiquement les références.
- Insérer une infobox (cadre d'informations à droite) n'est pas obligatoire pour parachever la mise en page.

Pour une aide détaillée, merci de consulter Aide:Wikification.
Si vous pensez que ces points ont été résolus, vous pouvez retirer ce bandeau et améliorer la mise en forme d'un autre article.
No pasaran, endgame est un roman jeunesse écrit par Christian Lehmann, publié en novembre 2012 par les éditions L’École des loisirs (collection M+).
Il s’agit du troisième et dernier volet de la trilogie No Pasarán, entamée en 1996 avec No pasarán, le jeu et poursuivie en 2005 avec Andreas, le retour.
Le roman, destiné aux adolescents (à partir de 13 ans), compte 516 pages dans son édition originale.
Il fait un apologue contre les formes de racisme contemporain, de la banalisation de la violence et de la guerre.

## Résumé
L’intrigue reprend peu après les événements du tome précédent : Andreas, fasciné par le nazisme, s’est échappé en 1942 dans la France occupée via le jeu vidéo de guerre qu’il affectionne.Il sème alors le trouble dans le Paris de l’Occupation et projette de renverser le cours de l’Histoire au profit du régime de Vichy, devenant un « monstre » prêt à tout pour faire triompher le camp des bourreaux. Eric et Thierry, ses anciens amis, sont eux « hors-jeu » et ne peuvent plus l’arrêter. Gilles, le frère d’Éric et reporter de guerre, se porte volontaire pour l’« Expérience ultime » : il retourne dans la France « vert-de-gris » de 1942, entre policiers collaborateurs et miliciens nazis, dans l’espoir de stopper Andreas. Le récit entremêle ainsi deux temporalités (le milieu des années 2010 et la Seconde Guerre mondiale) et souligne qu’il n’y « pas de point de sauvegarde » – chaque choix est définitif pour Gilles dans le jeu comme dans la réalité.

## Contexte
Le roman clôt une saga commencée seize ans auparavant. Christian Lehmann a déclaré avoir mis huit ans pour écrire ce troisième tome, finalisant ainsi une trilogie devenue complète « depuis quelques mois » au moment de sa parution. Dans divers entretiens, Lehmann explique qu’il écrit « parce que j’avais honte du monde de mensonge dans lequel nous vivons » et pour transmettre un message engagé aux jeunes lecteurs. L’œuvre s’inscrit dans une démarche explicitement politique et morale, confrontant les adolescents à des choix et des valeurs. Par exemple, il a choisi de faire de Gilles (le reporter) un personnage dont le parcours interroge la fascination pour la guerre et la violence.
Le contexte du livre résonne aussi avec l’actualité contemporaine : Lehmann intègre à son récit des éléments modernes (tels que l’islamisme ou les suites des guerres des Balkans) pour enrichir l’arrière-plan historique. Il souligne le parallèle entre l’extrême droite actuelle (Front National) et la collaboration de Vichy, créant une « fresque » qui met en miroir les idéologies extrémistes de 1942 et d’aujourd’hui. L’auteur affirme par ailleurs s’être basé sur une « exigence morale et historique » pour ne pas déformer les faits réels qu’il évoque,.

## Réception critiques
L’accueil critique du roman a été très positif. Le journal Le Monde (supplément Le Monde des livres, 30 novembre 2012) parle d’un « magistral plaidoyer contre la guerre, la banalisation de la violence et le racisme contemporain » (cité dans Le Monde des livres). De manière générale, on souligne le ton engagé du récit et sa dimension pédagogique. Par exemple, une bibliographie de la BnF décrit No pasaran, endgame comme un « grand roman sur le Bien et le Mal, une plongée réaliste dans la guerre » concluant le récit de manière « magistrale ».
Des critiques académiques ont également salué le dispositif immersif de la trilogie. Dans une étude universitaire, Éléonore Hamaide-Jager note que la série No Pasarán « séduit d’emblée le public adolescent » en utilisant le jeu vidéo comme entrée dans les conflits du XXᵉ siècle. L’approche fantastique permet aux personnages (et aux lecteurs) de se retrouver « dans leur chair » au cœur de la violence historique, renforçant la réflexion citoyenne.

## Prix et distinctions
Le roman a reçu en 2013 le prix de la section française de l’IBBY (International Board on Books for Young People).Par ailleurs, le  premier tome de la trilogie avait lui figuré sur la liste d’honneur IBBY en 2014.

## Adaptations
L’ensemble de la trilogie a été porté en bande dessinée. Christian Lehmann a adapté No pasaran, le jeu en BD avec le dessinateur Antoine Carrion, publiée chez Casterman en 2012 (en France) puis dans une édition intégrale chez Rue de Sèvres en 2014. (Les volumes suivants, Andreas, le retour et No pasaran, endgame, n’ont pas eu à ce jour d’adaptation bande dessinée distincte annoncée).